# 转描机技术
转描机技术（英語：Rotoscoping），简称转描（日语： roto）是动画师一种在运动图像镜头上一帧一帧地追踪，以产生逼真的动作的动画技术。最初，动画师将拍摄的真人电影影像投射到玻璃板上，并在影像上描摹。这种投影设备被称为旋转镜，由波兰裔美国动画师马克斯·弗莱舍尔开发。这个设备最终被计算机所取代，但这个过程仍然被称为旋转扫描。

## 历史

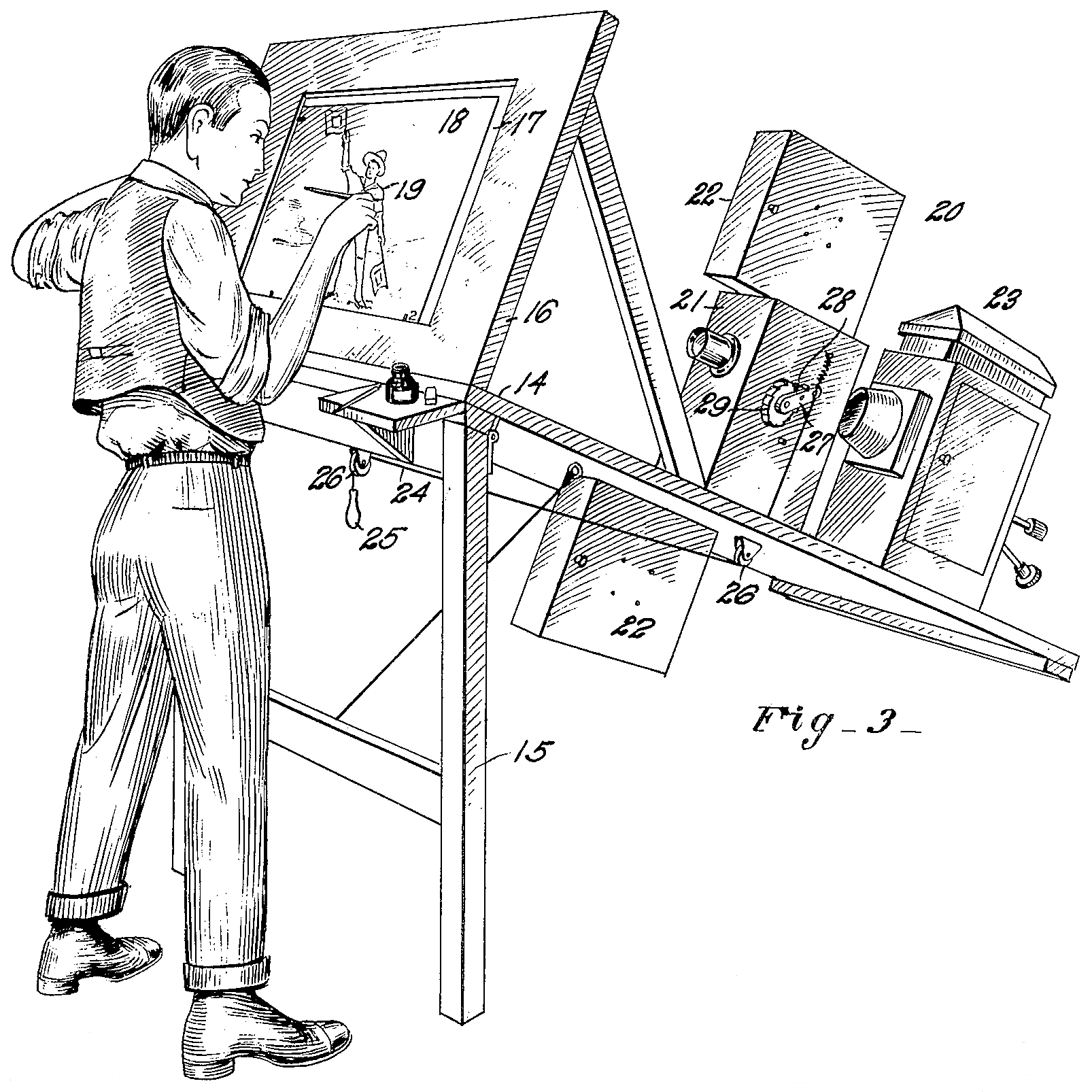
弗雷歇尔的最初转描机的专利图。艺术家正在一个透明画架上作画。右边的一个投影仪正在把电影里的一单幅画面投到画架上

转描机技术最早由马克思·弗雷歇尔（Max Fleischer）约在1914年发明。他把这项技术用在了他的系列片《逃出墨水池》（Out of the Inkwell）当中，他的哥哥戴夫·弗雷歇尔（Dave Fleischer）身穿小丑服扮演了动画脚本电影中小丑可可的角色。
弗雷歇尔在他后来的卡通中也使用了转描机的技术，著名的有1930年代早期的三部Betty Boop卡通中的Cab Calloway舞蹈动作以及《格列佛遊記》中格列佛的动画。
華特迪士尼公司和他的动画制作家们很仔细和有效的把转描技术运用到了他们1937年的电影白雪公主和七个小矮人。转描技术也被用在了迪士尼后来很多具有人类角色的电影中，比如灰姑娘. 后来，当迪士尼动画变得越来越风格化（例如1961年的电影101斑点狗，轉描技术主要用来学习人物和动物的运动，而不是直接描摹制作电影。）
转描技术被广泛的运用到了中国的第一部动画电影1941年的铁扇公主当中。

## 技术

通过转描基础制作的动画奔马，原图来自Edweard Muybridge19世纪的照片.

Cross-gallop 转描自Edweard Muybridge的 "运动中的马和其他动物"

## 转描技术的使用例子
- 星際大戰早期三部曲中絕地武士的光劍
- 日本動畫 -- 信長協奏曲
- MV -- A-Ha（英语：A-Ha）樂團的Take on me（英语：Take on me）
- 中國動畫  -- 鐵扇公主 (电影)
- 日本動畫 -- 白蛇傳 (動畫電影)
- 日本動畫 -- 惡之華
- 日本動畫 -- 輝夜姬想讓人告白~天才們的戀愛頭腦戰~ （第三集ED チカっとチカ千花っ♡）[1]
- 日本動畫 -- 進擊的巨人最終季

## 外部連結
- 数字转描专利的说明介绍
- 关于理查德·林克莱特使用转描的文章 （页面存档备份，存于）